# Martin Boss (Politiker)
Martin Boss (* 13. April 1958) ist ein Schweizer Politiker (Grüne).

## Leben
Martin Boss wuchs in der Stadt Bern auf und zog mit 20 Jahren aufs Land. Er arbeitet als Abteilungsleiter im Bereich Wohnen in der Betreuungsinstitution Zentrum Mittengraben in Interlaken. Er ist verheiratet und lebt in Saxeten.

## Politik
Martin Boss war 2010 bis 2019 Gemeindepräsident von Saxeten. Nach dem Wechsel von Christine Häsler in den Nationalrat rückte Boss 2015 in den Grossen Rat des Kantons Bern nach. Er vertrat die Grüne Fraktion in der Geschäftsprüfungskommission und war von 2015 bis 2018 Ersatzmitglied der Gesundheits- und Sozialkommission. 2019 trat er aus dem Kantonsparlament zurück. Sein Nachfolger ist Beat Kohler.
Boss war Mitglied der Regionalkonferenz Oberland Ost und der Kommission Verkehr und Siedlung sowie Verwaltungsrat des Sozialdienstes Region Jungfrau in Interlaken.